# 503年
| 千纪： | 1千纪                                                                                           |
| 世纪： | 5世纪 \| 6世纪 \| 7世纪                                                                         |
| 年代： | 470年代 \| 480年代 \| 490年代 \| 500年代 \| 510年代 \| 520年代 \| 530年代                       |
| 年份： | 498年 \| 499年 \| 500年 \| 501年 \| 502年 \| 503年 \| 504年 \| 505年 \| 506年 \| 507年 \| 508年 |
| 纪年： | 癸未年（羊年）；北魏景明四年；柔然太安十二年；南朝梁天监二年；高昌承平二年                      |

## 大事记
- 其他
  - 甪直保圣寺建成。

## 出生
- 蕭綱，梁朝的第二位皇帝(551年去世，49歲)
- 侯景，侯漢皇帝(552年去世，50歲)
- 陈霸先，陈朝的第一位皇帝（559年去世，56岁）
- 獨孤信，西魏八柱國之一。官拜大司馬，進封衛國公。

## 逝世
- 范雲，南北朝文学家（451年出生，52岁）